# Klaudia Pintér
Klaudia Pintér, ungarisch: Pintér Klaudia, (* 14. Februar 2001 in Budapest) ist eine ungarische Handballspielerin. Sie ist ungarische Nationalspielerin in der Disziplin Beachhandball und Zweitligaspielerin im Hallenhandball. Sie spielt auf dem linken Flügel, im Beachhandball zudem alternativ als Specialist.

## Hallenhandball
Seit der Saison 2010/11 spielt Pintér für Pénzügyőr SE. 2014 wechselte sie zu MTK Budapest, ein Jahr später zu KSI SE. 2017 ging sie zu Kézisuli Alapítvány Budapest, seit 2019 spielt sie für den Zweitligisten Szentendrei NKE. Ein Zweitspielrecht hatte sie in den Saisonen 2017/18 und 2018/19 für TFSE. Ihr Drittliga-Debüt gab sie in der Saison 2015/16. Bis zum Ende der Saison 2019/20 bestritt sie 35 Spiele in der dritten Liga. Seit 2020 spielt sie in der zweiten ungarischen Liga.

## Beachhandball

### Juniorinnen
Ihre größeren Erfolge feierte Pintér zunächst im Beachhandball. Sie gehörte der ungarischen Mannschaft bei den Beachhandball-Junioreneuropameisterschaften 2017 am Jarun-See bei Zagreb an. Neben ihr gehörten Csenge Braun, Rebeka Benzsay, Dorottya Gajdos, Gréta Hadfi, Réka Király, Gabriella Landi und Sára Léránt, die in den nächsten Jahren das Rückgrat des Junioren-Nationalteams bildeten. Die Mannschaft spielte ein gutes Turnier. In der Vorrunde wurden zunächst die vier ersten Spiele gegen Rumänien, Polen, Deutschland und die Ukraine gewonnen, vor allem die beiden ersten Spiele sehr deutlich. Erst das letzte Spiel gegen die Niederlande wurde im Shootout verloren, wobei vor allem im zweiten Satz eine schwache ungarische Leistung gezeigt wurde. Als Tabellenzweite zogen die Ungarinnen in die Viertelfinalspiele und schlugen dort Spanien im Shootout. Im Halbfinale war wie im Jahr zuvor im Viertelfinale Portugal der Endpunkt. In zwei knappen Niederlagen in den Sätzen verpasste Ungarn den Einzug in das Finale. Im Spiel um Platz drei musste sich Ungarn Deutschland geschlagen geben. Pintér kam in allen Spielen zum Einsatz, traf auch in allen Spielen und erzielte dabei insgesamt 18 Punkte. Mit dem vierten Platz bei der Junioren-EM verpasste Ungarn eigentlich die Qualifikation für die Beachhandball-Juniorenweltmeisterschaften 2017 in Flic-en-Flac auf Mauritius, rückte aber für die nicht antretenden Norwegerinnen nach. Bei nur einer Niederlage im gesamten Turnierverlauf gewann das ungarische Team dort gegen die Niederlande den Titel.
Auch bei den Beachhandball-Junioreneuropameisterschaften 2018 in Montenegro gewann Pintér mit Ungarn den Titel. Nachdem in der Vorrunde gegen Spanien zunächst mit einer Niederlage im Shootout in das Turnier gestartet wurde, folgten deutliche Siege gegen die Schweiz, Italien und die Türkei. Gegen die Türkei erzielte sie mit acht Punkten nach Benszay und neben Kiraly die meisten Punkte. In einem rauen Viertelfinalspiel mit drei Platzverweisen wurde Russland geschlagen. Im Halbfinale wurde dieses Mal Portugal noch dazu klar besiegt. Im Finale wurde mit den Niederländerinnen ein anderer Dauerrivale besiegt. Sie kam wiederum in allen Spielen zum Einsatz und erzielte im Turnierverlauf 28 Punkte. Dabei traf sie abgesehen vom Finale in jedem der Spiele.

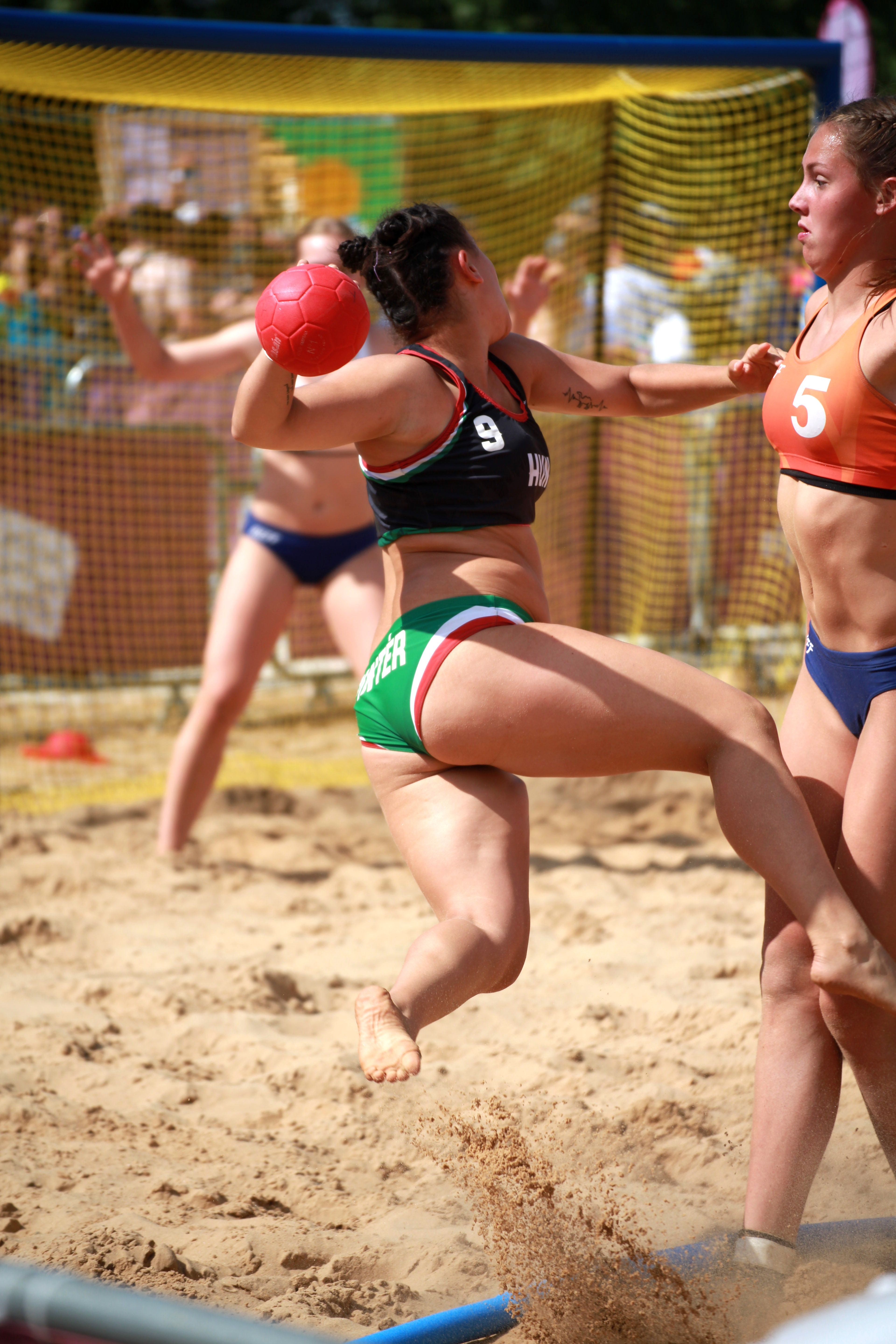
Pinter beim Torwurf im Spiel um die Bronzemedaille gegen die Niederlande bei den Olympischen Jugendspielen 2018; rechts Marit van Ede

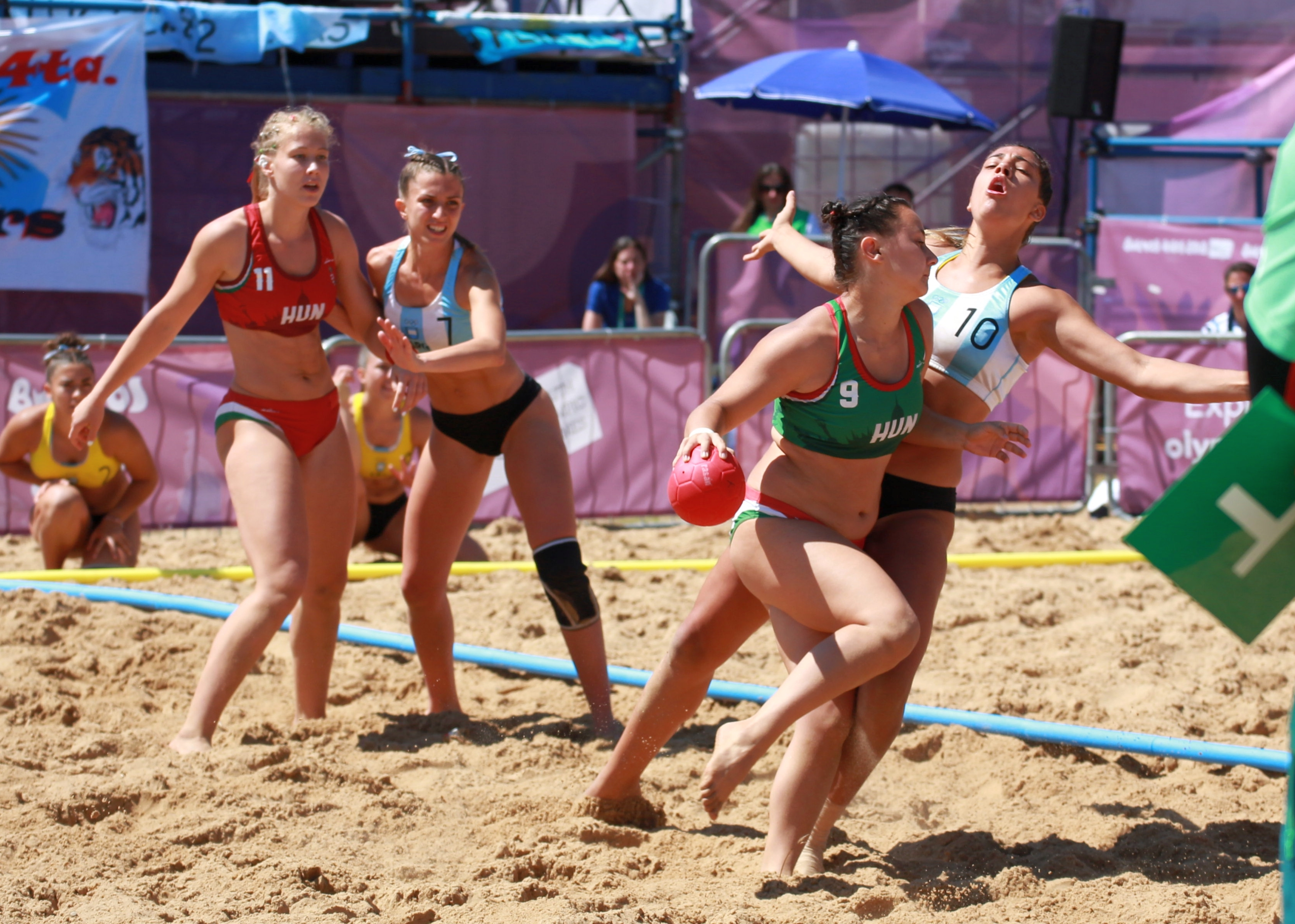
Pinter beim Torwurf gegen Verteidigerin Zoe Turnes im Halbfinalspiel gegen Argentinien – links beobachten Rebeka Benzsay und Belén Aizen

Später im Jahr gehörte Pintér zum Kader Ungarns für die Olympischen Jugendspiele 2018 in Buenos Aires, wo Beachhandball erstmals im Programm Olympischer Spiele stand. Neben Gabriella Landi und Réka Király war sie häufig Teil der Dreierabwehr, spielte aber auch immer wieder neben Benszay, Braun und Léránt in der Offensive. Schon gleich im ersten Spiel gegen Amerikanisch-Samoa gelang ein deutlicher Sieg. Auch gegen den zweiten großen Außenseiter des Turniers, Mauritius, gelang im nächsten Spiel ein deutlicher Sieg. Im dritten Spiel konnte Russland nach Shootout bezwungen werden. Beim 2:0-Sieg gegen die großen Konkurrenten um den Sieg in der Vorrunde, Kroatien, war sie XXXXXXX. Auch das letzte Spiel der Vorrunde gegen Chinesisch Taipeh wurde mit 2-0 gewonnen. Auch in der Hauptrunde konnte die Erfolgsserie fortgesetzt werden und Paraguay wurde mit 2-0 geschlagen. Das nächste Spiel war gegen die Gastgeberinnen aus Argentinien und führte bis in den Shootout, in dem sich die Ungarinnen erstmals geschlagen geben mussten, obwohl sie in der Addition beider Durchgänge mit 38:31 Punkten eine deutlich bessere Quote aufzuweisen hatten. Gegen die Niederlande im finalen Hauptrundenspiel konnte sich Ungarn im Shootout durchsetzen und zog hinter den Niederlanden und vor Argentinien und Kroatien in die Halbfinalspiele ein. Pintér erzielte mit 13 Punkten die meisten aller ungarischen Spielerinnen. Im Halbfinale unterlag Ungarn gegen die Gastgeberinnen im Shootout, obwohl die Ungarinnen in der Addition der Halbzeiten sogar einen Punkt mehr erzielt hatten. Im Spiel um den dritten Rang traf man erneut auf die Auswahl der Niederlande, die mit 2-0 geschlagen werden konnte. Die Bronzemedaille war die erste vergebene Medaille im Beachhandball im Olympischen Rahmen. Pintér spielte alle zehn möglichen Partien und erzielte dabei mit 39 Punkte.

### Frauen
Anders als der Großteil ihrer langjährigen Juniorinnen-Nationalmannschaftskolleginnen wurde Pintér bislang noch nicht für ein Turnier der A-Nationalmannschaft berufen, als einzige Spielerin der Olympischen Jugendspiele gehörte sie noch nicht einmal dem erweiterten Nationalkader an.

### Vereinsebene
Auf Vereinsebene spielt Pintér für Lady Bugs, einen der erfolgreichsten Beachhandball-Vereine Ungarns. 2019 gewann sie mit der Mannschaft die ungarische Meisterschaft.

## Erfolge
Olympische Jugendspiele
- 2018:

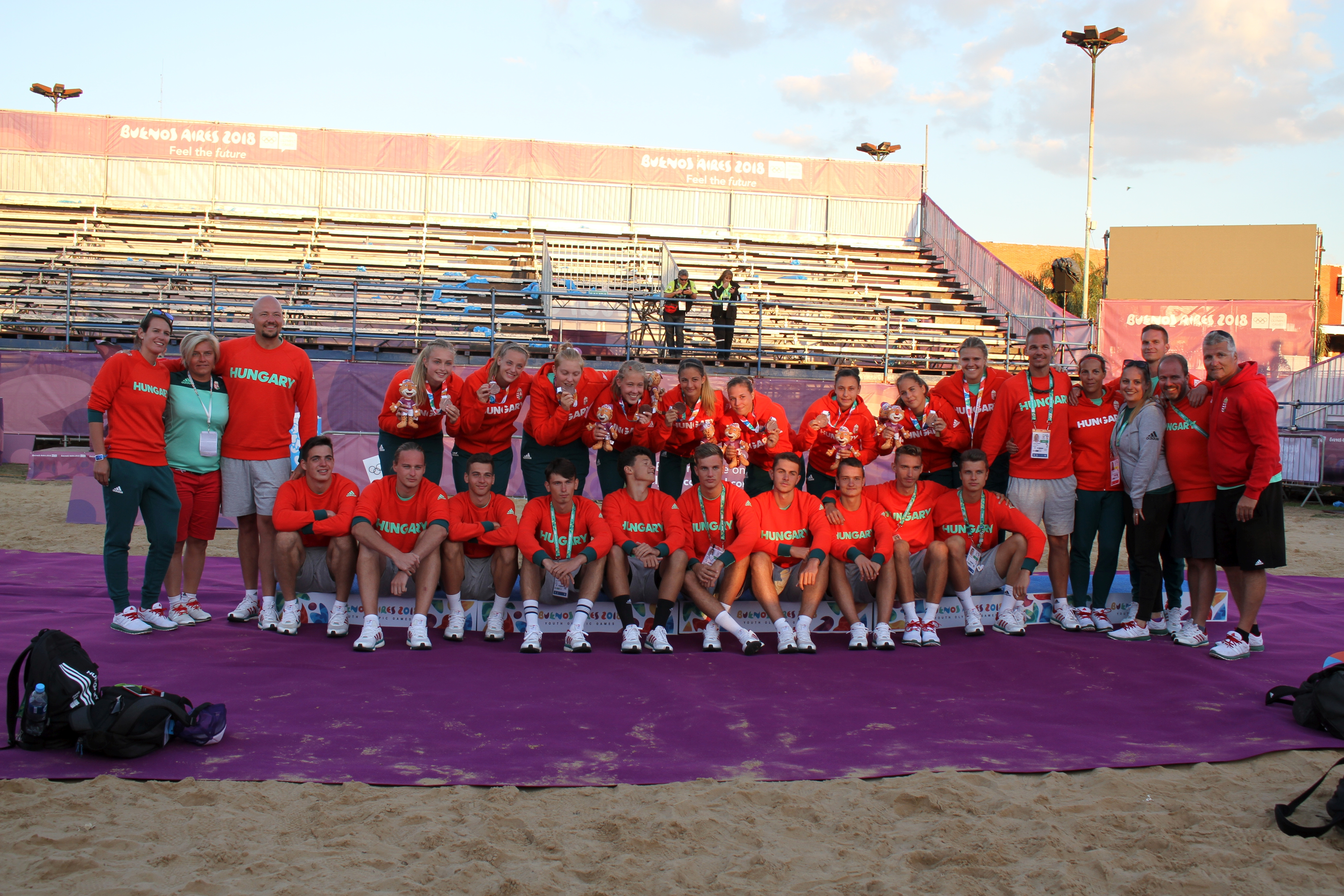
Die ungarischen Mannschaften und Betreuer nach der Siegerehrung der Olympischen Jugendspiele 2018

Beachhandball-Juniorenweltmeisterschaften
- 2017:

Beachhandball-Junioreneuropameisterschaften
- 2017: Vierte
- 2018:

Ungarische Beachhandball-Meisterschaften
- 2019

## Einzelbelege
1. ↑  European Handball Federation - 2017 Women's Ech Beach Handball 17 / Match Details. Abgerufen am 24. Oktober 2020 (englisch).
2. ↑  European Handball Federation - 2017 Women's Ech Beach Handball 17 / Match Details. Abgerufen am 24. Oktober 2020 (englisch).
3. ↑  European Handball Federation - 2017 Women's Ech Beach Handball 17 / Match Details. Abgerufen am 24. Oktober 2020 (englisch).
4. ↑  European Handball Federation - 2017 Women's Ech Beach Handball 17 / Match Details. Abgerufen am 24. Oktober 2020 (englisch).
admin: Impressions from the second day of the EURO | BH Euro 2017 YAC. Abgerufen am 26. März 2020 (amerikanisches Englisch).
admin: Netherlands and Spain defended the European crown! | BH Euro 2017 YAC. Abgerufen am 26. März 2020 (amerikanisches Englisch).
5. ↑  Dunaújvárosi lány a világ tetején. 18. Juli 2017, abgerufen am 24. April 2020 (ungarisch).
6. ↑  Benzsay Rebeka: a legvadabb álmaimban sem gondoltam volna, hogy arannyal jövünk haza. Abgerufen am 27. März 2020.
7. ↑  Balássy László: Magyar Olimpiai Bizottság - BENZSAY REBEKA. 14. November 2018, abgerufen am 27. März 2020 (ungarisch).
8. ↑  European Handball Federation - 2018 Women's ECh Beach Handball 18 / Match Details. Abgerufen am 24. Oktober 2020 (englisch).
9. ↑  European Handball Federation - 2018 Women's ECh Beach Handball 18 / Match Details. Abgerufen am 24. Oktober 2020 (englisch).
10. ↑  European Handball Federation - 2018 Women's ECh Beach Handball 18 / Match Details. Abgerufen am 24. Oktober 2020 (englisch).
11. ↑  European Handball Federation - 2018 Women's ECh Beach Handball 18 / Match Details. Abgerufen am 24. Oktober 2020 (englisch).
12. ↑  Rousing success on the sand - Olympic News. 6. Februar 2019, abgerufen am 27. März 2020 (englisch).
13. ↑  archiv.mksz.hu. Abgerufen am 19. Dezember 2020.
14. ↑  kézitörténelem.hu. Abgerufen am 5. Dezember 2020.

| Personendaten    | Personendaten                                   |
| ---------------- | ----------------------------------------------- |
| NAME             | Pintér, Klaudia                                 |
| ALTERNATIVNAMEN  | Klaudia, Pintér (ungarisch)                     |
| KURZBESCHREIBUNG | ungarische Handball- und Beachhandballspielerin |
| GEBURTSDATUM     | 14. Februar 2001                                |
| GEBURTSORT       | Budapest                                        |